# Patrick Wilson
Patrick Wilson (* 3. července 1973 Norfolk, Virginie) je americký herec a zpěvák.
Pochází z uměleckého prostředí, jeho otec i bratr Mark pracuje v televizi jako moderátor, matka je učitelka zpěvu a zpěvačka. Po středoškolských studiích v roce 1995 vystudoval výtvarné umění na univerzitě Carnegie Mellon v Pittsburghu. Herectví se věnoval od středoškolských studií nejprve ochotnicky, poté začal vystupovat v drobných rolích v televizních reklamách. Později začal hrát divadlo profesionálně, byl poměrně úspěšný a to i na v New Yorku na Broadwayi, získal zde několik divadelních cen, byl zde podvakrát (v roce 2001 a 2002) nominován na prestižní divadelní cenu Tony. Mezi jeho tehdejší nejúspěšnější divadelní role patřil muzikál Donaha!.
V roce 2003 debutoval i ve filmu, nejprve účinkoval v televizním seriálu Andělé v Americe režiséra Mike Nicholse, za tuto roli byl nominován na Zlatý glóbus a cenu Emmy. I tento jeho start byl velmi úspěšný, další filmové role na sebe nenechaly dlouho čekat.
Je ženatý, s manželkou herečkou Dagmarou Dominczykovou má syny Kalina Patricka (2006) a Kassiana McCarrela (2009).

## Filmografie
| Rok  | Mázev                                  | Role                      | Poznámka |
| ---- | -------------------------------------- | ------------------------- | --- |
| 2001 | My Sister's Wedding                    | Quinn                     | |
| 2004 | Pevnost Alamo                          | Plukovník William Travis  | |
| 2004 | Fantom opery                           | Raoul, vicomt de Chagny   | nominace – Satellite Award v kategorii nejlepší filmový herec ve vedlejší roli (komedie nebo muzikál)                                                                                            |
| 2005 | V pasti                                | Jeff Kohlver              | nominace – Fangoria Chainsaw Award v kategorii Pár z pekla (sdíleno s Ellen Page) |
| 2006 | Jako malé děti                         | Brad Adamson              | Young Hollywood Award v kategorii objev roku (muž) nominace – Awards Circuit Community Award v kategorii nejlepší obsazení nominace – Satellite Award v kategorii nejlepší filmový herec (drama) |
| 2006 | Hlava nehlava                          | Michael Shephard          | |
| 2007 | Evening                                | Harris Arden              | |
| 2007 | Purpurové květy                        | Brian Callahan            | |
| 2007 | Brothers Three: An American Gothic     | Peter                     | |
| 2008 | Life in Flight                         | Will Sargent              | |
| 2008 | Lakeview Terrace                       | Chris Mattson             | |
| 2008 | Cestující                              | Eric Clark                | |
| 2009 | Strážci – Watchmen                     | Dan Dreiberg              | |
| 2010 | Barry Munday                           | Barry Munday              | |
| 2010 | Znovu a jinak                          | Roland                    | |
| 2010 | Insidious                              | Josh Lambert              | nominace – Scream Award v kategorii nejlepší herec: horor |
| 2010 | Hezké vstávání                         | Adam Bennett              | |
| 2010 | The A-Team                             | agent Lynch               | |
| 2011 | Insidious                              | Josh                      | |
| 2011 | The Ledge                              | Joe Harris                | |
| 2012 | Prometheus                             | Shawův otec               | |
| 2013 | V zajetí démonů                        | Ed Warren                 | nominace – Fright Meter Award v kategorii nejlepší herec |
| 2013 | Insidious 2                            | Josh Lambert              | nominace – Fangoria Chainsaw Award v kategorii nejlepší herec nominace – Fright Meter Award v kategorii nejlepší herec                                                                           |
| 2014 | Jack Strong                            | David Forden              | |
| 2014 | Stanice číslo 76                       | kapitán Glenn Terry       | |
| 2014 | Annabelle                              | Ed Warren                 | |
| 2014 | Šofér                                  | Stretch                   | |
| 2014 | Cesta za štěstím                       | Jack MacChesney           | |
| 2014 | Let's Kill Ward's Wife                 | David                     | také producent |
| 2015 | Probuzená posedlnost                   | Sam Ellis                 | |
| 2015 | Všude dobře, doma peklo                | Don Champagne             | |
| 2015 | Kosti a skalp                          | Arthur O'Dwyer            | |
| 2016 | Batman v Superman: Úsvit spravedlnosti | prezident USA (hlas)      | |
| 2016 | Způsob vraždy                          | Walter Stackhouse         | |
| 2016 | The Hollow Point                       | šerif Wallace             | |
| 2016 | V zajetí démonů 2                      | Ed Warren                 | |
| 2016 | Zakladatel                             | Rollie Smith              | |
| 2018 | Insidious: Poslední klíč               | Josh Lambert              | |
| 2018 | Cizinec ve vlaku                       | Alex Murphy               | |
| 2018 | Nightmare Cinema                       | Eric Sr.                  | |
| 2018 | Sestra                                 | Ed Warren                 | |
| 2018 | Aquaman                                | Orm Marius / Ocean Master | |
| 2019 | Annabelle 3                            | Ed Warren                 | |
| 2019 | Bitva u Midway                         | Edwin Layton              | |
| 2019 | Ve vysoké trávě                        | Ross Humboldt             | |
| 2021 | V zajetí démonů 3: Na Ďáblův příkaz    | Ed Warren                 | |
| 2022 | Moonfall                               | Brian Harper              | |
| 2023 | Aquaman a ztracené království          | Orm Marius / Ocean Master | |
| 2023 | Insidious: Červené dveře               | Josh Lambert              | Také režisér |
| 2025 | V zajetí démonů 4: Poslední rituály    | Ed Warren                 | postprodukce |

### Televize
| Rok        | Název                    | Role             | Poznámky |
| ---------- | ------------------------ | ---------------- | --- |
| 2003       | Andělé v Americe         | Joe Pitt         | 6 dílů Online Film & Television Association Award v kategorii nejlepší herec ve vedlejší roli (minisérie nebo film) nominace – Zlatý glóbus v kategorii nejlepší herec ve vedlejší roli (seriál, minisérie nebo TV film) nominace – Cena Emmy v kategorii nejlepší herec ve vedlejší roli v limitované seriálu nebo filmu nominace – Satellite Award v kategorii nejlepší herec ve vedlejší roli: seriál, minisérie nebo TV film                                                |
| 2006       | Tampa Bay: Living Legacy | vypravěč (hlas)  | dokumentární film |
| 2009       | Americký táta            | Jim (hlas)       | díl: „Wife Insurence“ |
| 2011–2012  | Muž s posláním           | Dr. Michael Holt | 16 dílů |
| 2013, 2017 | Girls                    | Joshua           | 2 díly nominace – Citics' Choice Television Awards v kategorii nejlepší mužský herecký výkon v hostující roli (komedie) nominace – Gold Derby Award v kategorii nejlepší mužský herecký výkon v hostující roli (komedie) |
| 2015       | Fargo                    | Lou Solverson    | 10 dílů nominace – Cena Saturn v kategorii nejlepší herec ve vedlejší roli (seriál) nominace – Critics' Choice Television Award v kategorii nejlepší mužský herecký výkon ve filmu nebo minisérii nominace – Gold Derby Award v kategorii nejlepší mužský herecký výkon ve filmu nebo minisérii nominace – IGN Summer Movie Award v kategorii nejlepší mužský televizní herecký výkon nominace – Zlatý glóbus v kategorii nejlepší mužský herecký výkon ve filmu nebo minisérii |
| 2019       | The Other Two            | Sám sebe         | díl: „Chase Shoots a Music Video“ |

### Video games
| Rok  | Název                     | Role               |
| ---- | ------------------------- | ------------------ |
| 2009 | Watchmen: The End Is Nigh | Nite Owl II (hlas) |

### Divadlo
| Rok       | Název                   | Role           | Poznámky |
| --------- | ----------------------- | -------------- | --- |
| 1995      | Miss Saigon             | Chris Scott    | náhradník |
| 1996      | Carousel                | Billy Bigelow  | americké národní turné |
| 1999      | Bright Lights, Big City | Jamie Conway   | Off-Broadway nominace – Drama Desk Award v kategorii nejlepší muzikálový herec                                                                |
| 2000      | Tenderloin              | Tommy Howatt   | Součástí koncertu Broadway Encores! |
| 2000–2001 | Donaha!                 | Jerry Lukowski | Broadway muzikál nominace – Drama Desk Award v kategorii nejlepší muzikálový herec nominace – Cena Tony v kategorii nejlepší muzikálový herec |
| 2002      | Oklahoma!               | Curly McLain   | Broadway muzikál nominace – Drama Desk Award v kategorii nejlepší muzikálový herec nominace – Cena Tony v kategorii nejlepší muzikálový herec |
| 2006      | Barefoot in the Park    | Paul Bratter   | Broadway muzikál |
| 2008–2009 | All My Sons             | Chris Keller   | Broadway muzikál |
| 2014      | Guys and Dolls          | Sky Masterson  | Koncert v Carnegie Hall |
| 2017      | Brigadoon               | Tommy Albright | Speciální akce v New York City Center |